# Isoneuromyia singula
Isoneuromyia singula är en tvåvingeart som beskrevs av Xu, Cao och Neal L. Evenhuis 2007. Isoneuromyia singula ingår i släktet Isoneuromyia och familjen platthornsmyggor. Inga underarter finns listade i Catalogue of Life.